# Il ritorno di Sandokan
Il ritorno di Sandokan è una miniserie televisiva del 1996 diretta da Enzo G. Castellari e basata sui personaggi del ciclo indo-malese di Emilio Salgari. La miniserie è un sequel del film La tigre è ancora viva: Sandokan alla riscossa! (1977), a sua volta sequel dello sceneggiato Sandokan (1976). Tuttavia, l'unico attore a tornare nel proprio ruolo è il protagonista Kabir Bedi.

## Trama

### Prima puntata
Lady Dora Parker arriva in India, nel territorio dell'Assam, insieme al suo fotografo Alfred Higgins per scrivere un articolo sul pirata Sandokan, soprannominato la "Tigre della Malesia". Il destino vuole proprio che Sandokan incontri la donna, salvandola da un gruppo di banditi. Yanez De Gomera, amico fraterno di Sandokan e ora compagno della regina Surama, chiama Sandokan a palazzo dove spiega all'amico che il cugino della sua consorte, Raska, ha intenzione di conquistare il regno e di diventare maharaja usurpando il trono. Sandokan decide, quindi, di aiutare l'amico facendo da scorta a Surama durante la festa del governatore inglese. Ma proprio qui il pirata viene scoperto dagli inglesi tramite un tranello di Yamira, concubina di Raska, per poi essere condotto in prigione. James Guilford, segretario del governatore e nipote di lord Brooke, si allea con Raska e uccide il governatore, facendo ricadere la colpa su Sandokan, nel frattempo fuggito grazie all'intervento di Dora, di Alfred e dello stesso Guilford. Mentre André, il figlio di Yanez, viene ferito e guarito dal santone di un villaggio, Yogi Azim, Surama viene rapita dal cugino, il quale ferisce Yanez mortalmente.

### Seconda puntata
Sandokan e André soccorrono Yanez e lo portano da Yogi Azim, il quale riesce a curare il portoghese. I soldati di Raska, tuttavia, scoprono che Yogi Azim è alleato di Sandokan e dei suoi compagni, e così lo torturano pesantemente. André per liberare la figlia di Azim, Baba, di cui è profondamente innamorato, si reca al palazzo di Raska, dove viene anch'egli catturato e imprigionato. Intanto, Sandokan, con la complicità di Dora, arriva nel nascondiglio di Raska, uccide i soldati e libera Surama, che poco dopo viene nuovamente catturata. Durante la lotta Sandokan viene ferito da Raska e, una volta guarito, esorta Dora a non seguirlo. La ragazza, però, è intenta a scrivere l'articolo per il suo giornale e non è disposta ad accettare la richiesta del pirata.

### Terza puntata
Sandokan e Dora si rifugiano nella foresta. Yamira si invaghisce di André, e tenta in tutti modi di salvarlo. Intanto Guilford convince Lord Parker a nominarlo governatore. La richiesta viene accettata e James convince gli inglesi ad allearsi con Raska. Quest'ultimo si presenta con Guilford alla riunione e uccide tutti i raja, diventando automaticamente il nuovo maharaja dell'Assam. Sandokan e Dora raggiungono le montagne dell'Assam e qui incontrano Kammamuri e la sua banda. Il malese convince il compagno a unirsi a lui nella speranza di sconfiggere Raska. Giunti al villaggio di Azim, incontrano Yanez e decidono di prepararsi alla battaglia tenendo un'imboscata a Kadek, il braccio destro di Raska, il quale è intento a sacrificare Baba alla dea Kālī. I guerrieri capeggiati da Yanez e Kammamuri riescono a salvare la ragazza, ma Sandokan viene catturato e reso cieco attraverso uno dei veleni di Kadek. Dora, intanto, cerca di far credere al padre che Sandokan è innocente e che non ha ucciso lui il governatore, ma questi non gli crede.

### Quarta puntata
Saputo che Sandokan, già reso cieco, è prigioniero di Raska, Yanez decide di consegnarsi a quest'ultimo in cambio della vita del figlio André, che invece viene liberato. Yamira, innamoratasi di André, viene punita da Raska e, per vendicarsi, fa in modo che Sandokan riottenga la vista attraverso un suo antidoto. Kammamuri, Yanez e i loro compagni fanno irruzione nel palazzo di Raska, dove liberano Sandokan. Successivamente il gruppo raggiunge il palazzo di Surama, dove la maharani sta per abdicare il trono in favore di Raska. Sandokan interviene appena in tempo e dopo un duro scontro uccide Raska e Guilford. Dora, che intanto si è innamorata di Sandokan, viene costretta dal padre a partire per l'Inghilterra. Sulla strada del ritorno appare Sandokan che, non potendo ricambiare il suo amore, le augura una vita felice, in quanto egli ha amato solo ed unicamente una donna, Marianna, "la Perla di Labuan", e fugge nella foresta.

## Produzione
Il 5 ottobre 1993 Kabir Bedi annunciò che sarebbe ritornato nel ruolo di Sandokan in un nuovo sceneggiato televisivo di 4 puntate dalla durata di 90 minuti ciascuna. L'attore confermò Sergio Sollima come regista, Philippe Leroy nel ruolo di Yanez de Gomera, annunciò che le riprese in India, Thailandia e Malaysia sarebbero iniziate l'8 novembre 1993 per concludersi dopo venti settimane, mentre disse di non sapere nulla sull'attrice che avrebbe rivestito il ruolo di protagonista femminile.
Sollima presentò il progetto prima alla Rai e, successivamente, al Festival di Cannes ma, a seguito del cambio dei dirigenti Rai, il progetto naufragò. Il progetto per il nuovo sceneggiato passò a Canale 5 che affidò la regia a Enzo G. Castellari. Philippe Leroy fu sostituito da Fabio Testi. La scelta di sostituire Leroy con Testi fu oggetto di numerose discussioni: i produttori sostenevano che Leroy fosse troppo anziano per reinterpretare il personaggio, mentre l'attore francese rivelò che fu proprio lui a rifiutare la parte per non interpretare un personaggio "dimezzato". Il budget fu di 15 miliardi di lire.

## Accoglienza

### Critica
La miniserie ricevette aspre critiche da Sergio Sollima: "I produttori hanno affannosamente cercato Philippe Leroy, ma lui ha rifiutato perché il prodotto non si annunciava all'altezza. Qui correttezza e buon gusto sono latitanti. (...) Il nuovo Sandokan? Non ha nulla a che fare con il vecchio sceneggiato. È solo un soggettino, un filmetto di categoria, come "il ritorno di Ercole". Salgari non c'entra niente. E trovo di pessimo gusto che Guido e Maurizio De Angelis abbiano riutilizzato le due canzoni più note".

## Sequel inedito: la miniserieIl figlio di Sandokan
Nel 1998 fu girata un'altra miniserie del ciclo, Il figlio di Sandokan, per la regia di Sergio Sollima. Venne prodotta dalla Hiland e dalla Rai, interpretata da Kabir Bedi e girata esclusivamente in Sri Lanka, precisamente a Balapitiya, a un paio d'ore di auto dalla capitale Colombo con un budget di circa 10 miliardi di lire.
Nella storia, il giovane Ken Hastings si reca in Malesia alla ricerca di un padre sconosciuto di cui la madre, in punto di morte, non è riuscita a rivelare l'identità. E come segno di riconoscimento gli dona un anello con la testa di tigre. Durante il tragitto, la nave su cui era imbarcato viene assalita dai pirati e Ken viene abbandonato lungo le coste indiane. Per il giovane è l'inizio di un'avventura attraverso l'India fino alla Malesia, dove verrà a conoscenza che il padre è in realtà Sandokan, un pirata nemico degli inglesi dalle nobili origini. Ken è sconvolto, crede che suo padre sia un crudele pirata che violentò sua madre. Il giovane vuole punire Sandokan e insegue la sua vendetta fino in Malesia, ma dovrà ricredersi. Ken, sulle tracce di Sandokan, si trova ad affrontare James Brooke, rajah di Sarawak e Kunat Singh, un crudele principe indiano. Insieme, ostacolano il cammino del giovane, che troverà anche l'amore con due donne, Shanti, la principessa guerriera che guida la rivolta contro gli inglesi, e Damayanti, l'oscura sacerdotessa dei Thugs.
Il soggetto era di Alberto Silvestri e Sergio Sollima, la sceneggiatura di George Eastman e Paola Mamolo. Nel cast, oltre a Kabir Bedi nel ruolo di Sandokan, figurano anche Marco Bonini come Ken Hastings, Cristina Piage come Lady Eleonor, Padma Lakshmi come Principessa Shanti e Alberto Dell'Acqua (con lo pseudonimo di Robert Widmark) nel ruolo di Jafar.
La serie, prevista su Rai Uno in due puntate, per controversie legali non è mai stata trasmessa.